# George Eastman House

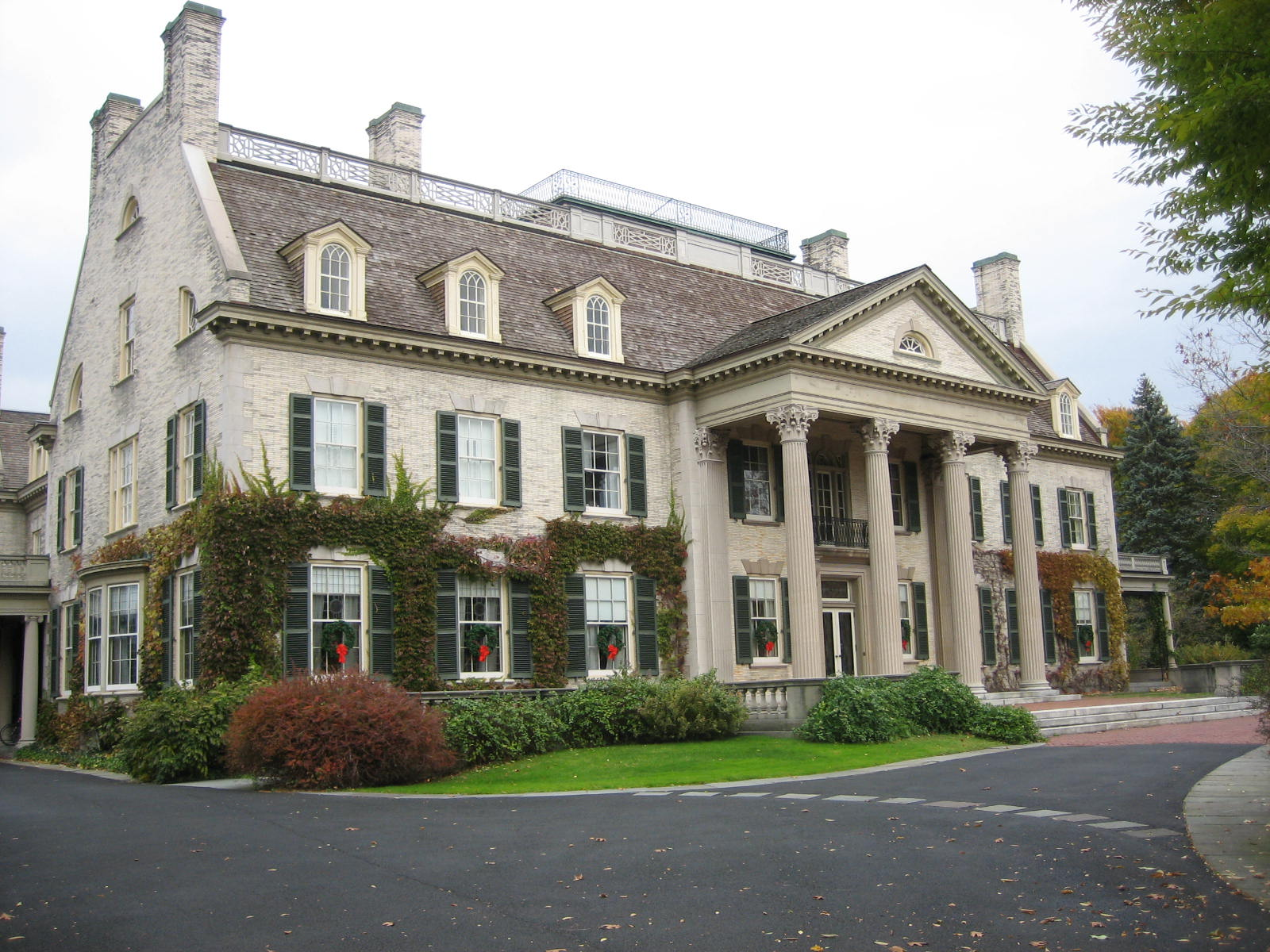
George Eastman House, Rochester, New York

Het George Eastman House (voluit: George Eastman House International Museum of Photography and Film) is een museum gewijd aan fotografie en film en aan George Eastman, de oprichter van het bedrijf Eastman Kodak. Het museum is gevestigd in het voormalige woonhuis van Eastman in de Amerikaanse stad Rochester (New York).

## Huis
George Eastman (1854–1932) liet tussen april 1903 en 1905 een huis bouwen aan East Avenue nummer 900 in Rochester. Hij bewoonde het huis vanaf juni 1905 tot zijn dood. Het huis is gebouwd in koloniale stijl en omvatte onder meer 50 kamers (waarvan 15 slaapkamers), 13 baden, een elektriciteitsgenerator, een intern telefoonsysteem met 21 toestellen, een ingebouwd stofzuigsysteem, een lift, een centraal kloksysteem en een pijporgel. Eastman bepaalde in zijn testament dat het huis de eerste 10 jaar na zijn dood in bruikleen werd gegeven aan de Universiteit van Rochester, die het huis vervolgens gebruikte als huisvesting voor belangrijke werknemers. Vervolgens werd in 1947 het fotografiemuseum opgericht door de staat New York dat in het huis werd gevestigd.

## Museum

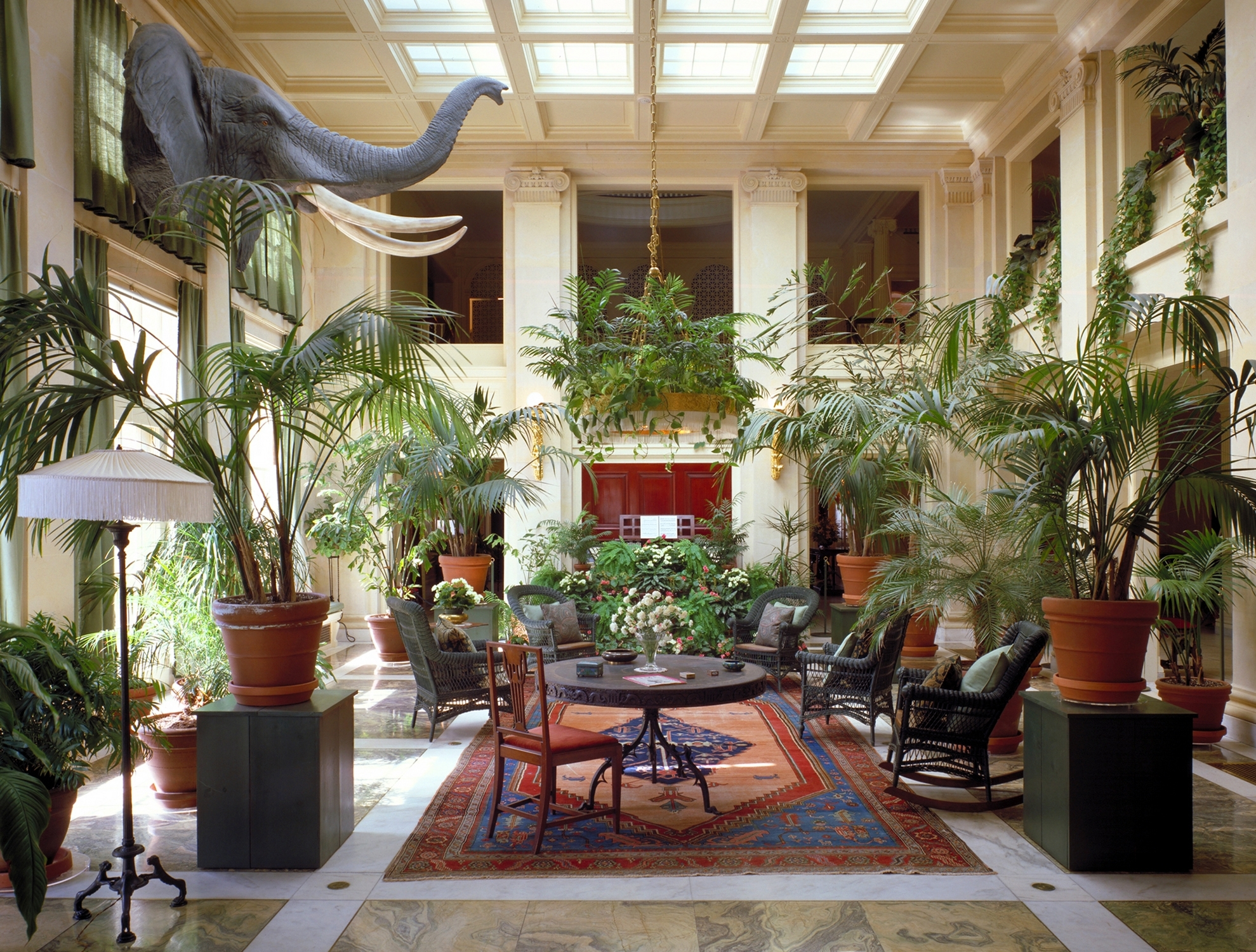
Interieur

Het museum ging in 1949 open voor publiek. De collectie bestaat uit verschillende bijeengebrachte deelcollecties van foto's, films en negatieven, zoals de historische collectie van Eastman Kodak, Alexander Gardners collectie van foto's van de Amerikaanse Burgeroorlog, de collectie van Gabriel Cromer en veel andere collecties op foto- en filmgebied die door de jaren heen aan het museum werden geschonken. Daarnaast beschikt het museum over een omvangrijke bibliotheek en archief op het gebied van foto en film. Ook worden er voorwerpen met betrekking tot het leven van George Eastman tentoongesteld. Het museum werd sinds de opening verschillende malen gerestaureerd en uitgebreid.
Ook de tuinen (ongeveer 4,2 ha groot) werden verschillende malen gerestaureerd en zijn te bezichtigen.

### Conservering van fotomateriaal
Het museum speelt ook een belangrijke rol op het gebied van conservering van oude films. In 1996 werd het "Louis B. Mayer Conservation Center" geopend in het nabijgelegen Chili, New York, een kenniscentrum en archief op het gebied van het conserveren van oud celluloidfilmmateriaal. Ook werd de "L. Jeffrey Selznick School of Film Preservation" geopend. In 1999 startte het George Eastman House het "Mellon Advanced Residency Program in Photograph Conservation", een project op het gebied van conservering van foto's.